# هیولا (فیلم آمریکایی ۲۰۲۲)
هیولا (به انگلیسی: Beast) یک فیلم بقای دلهره‌آور آمریکایی به کارگردانی بالتاسار کورماکور است. این فیلم بر پایه فیلمنامه ای از رایان انگل و بر اساس داستانی از جیمی پریماک سالیوان است. در این فیلم ادریس البا، شارلتو کوپلی، ایانا هالی، لیه ساوا جفریس و رایلی کیئو ایفای نقش می‌کنند.
هیولا در ۱۹ اوت ۲۰۲۲ توسط یونیورسال پیکچرز در ایالات متحده اکران شد، و نقدهای متفاوتی از سوی منتقدان دریافت کرد.

## داستان
مردی که به تازگی از زن خود طلاق گرفته‌است، به آفریقای جنوبی بازمی‌گردد؛ جایی که برای اولین بار با همسرش آشنا شده است. او در یک سفر برنامه‌ریزی شده طولانی، به همراه دو دختر خردسالش، به یک منطقه حفاظت شده که توسط یک دوست قدیمی خانوادگی و زیست‌شناس حیات وحش اداره می‌شود، می‌رود. در همان اوایل گردش، یک شیر وحشی که تمایل به شکار انسان دارد، شروع به حمله به آنها می‌کند و هر کسی را که در مسیرش باشد می‌بلعد.

## بازیگران
- ادریس البا در نقش دکتر نیت ساموئلز
- ایانا هالی در نقش مردیت ساموئلز
- لیه ساوا جفریس در نقش نورا ساموئلز
- شارلتو کوپلی در نقش مارتین بتلز
- رایلی کیئو در نقش ساوانا
- ملانی جارنسون
- دیمون برتلی
- رابی مک آیزاک
- بیلی گلاگر

## تولید
در سپتامبر ۲۰۲۰، اعلام شد که ادریس البا در فیلم جدید یونیورسال پیکچرز با عنوان هیولا و کارگردانی بالتاسار کورماکور بازی خواهد کرد. در ژوئن ۲۰۲۱، شارلتو کوپلی، ایانا هالی و لیه ساوا جفریس به گروه بازیگری پیوستند. فیلمبرداری فیلم در ۱ ژوئن ۲۰۲۱ در آفریقای جنوبی آغاز شد و ده هفته به طول انجامید. تیراندازی‌های این فیلم در مناطق لیمپوپو، کیپ شمالی و کیپ تاون انجام شده‌است.
استیون پرایس وظیفه آهنگسازی فیلم را بر عهده داشته است و یونیورسال پیکچرز این موسیقی متن را منتشر کرده است.

## انتشار
هیولا در ۱۹ اوت ۲۰۲۲ توسط یونیورسال پیکچرز اکران شد.

## بازخورد
در وبگاه جمع‌آوری نقد راتن تومیتوز، ٪۶۷ از ۱۲۰ بررسی منتقدان مثبت است و میانگینِ امتیاز آن ۶٫۱/۱۰ است. اجماع این وبگاه چنین می‌نویسد: «آیا می‌خواهید مبارزهٔ ادریس البا در برابر یک شیر را تماشا کنید؟ پس این هیولای بطورپسندیده لاغر اما در نهایت یک‌بارمصرف، تنها فیلمی است که شما به دنبال آن هستید.» این فیلم در متاکریتیک که از میانگین وزنی استفاده می‌کند، بر اساس نظر ۳۴ منتقدین امتیاز ۵۳ از ۱۰۰ را کسب کرده که نشان‌گر «نقدهای مختلط یا متوسط» است.